# Brooklyn Rules
Brooklyn Rules ist ein US-amerikanisches Filmdrama von Michael Corrente aus dem Jahr 2007.

## Handlung
Die Handlung beginnt im Jahr 1985. Die drei jugendlichen Freunde Michael Turner Junior, Carmine Mancuso und Bobby Canzoneri leben in Brooklyn. Michael, der als Erzähler fungiert, ist ein charmanter Junge, der sich in der Columbia University einschreibt, wo er sich in Ellen verliebt. Sein Ziel ist es, die Straßen von Brooklyn hinter sich zu lassen. Der Frauenheld Carmine ist vom Lebensstil der Mafia fasziniert und will in Brooklyn bleiben. Bobby will ein ruhiges Leben als Beamter bei der Post. Er will seine Verlobte heiraten und sich mit ihr niederlassen.
Wegen einer Nichtigkeit kommt es zu einer Schlägerei zwischen Gino und den Jungs, dabei schwört Gino auf Rache aufgrund seiner gebrochenen Nase. Carmine kann die Geschichte mit Hilfe des Mafiabosses Caesar ohne Gewalttaten klären. Doch als Caesar infolge von Bandenkriegen erschossen wird, wird Gino wieder aufdringlicher. Er fährt Michael hinterher und feuert auf das stehende Auto, erwischt jedoch Bobby. Um sich zu rächen, wird dann Gino gekidnappt und von Carmine erschossen. Schließlich zieht Michael mit Ellen nach Kalifornien. Er denkt dankbar an seinen echten Freund Carmine zurück.

## Kritiken
Mick LaSalle schrieb in der San Francisco Chronicle vom 13. Juli 2007, es sei einfach, das Wesen von Manhattan wiederzugeben. Dies sei bei einem „provinziellen“ Stadtteil New Yorks schwieriger – Brooklyn Rules stehe auf der kurzen Liste der Filme, die es hingekriegt hätten. Es sei ein unterhaltsamer Film, der zu seiner Welt aufrichtig sei („entertaining film that’s true to its world“).
Desson Thomson schrieb in der Washington Post vom 22. Juni 2007, der Film wirke auf Zuschauer, die die Fernsehserie Die Sopranos und die Mafiafilme von Martin Scorsese wie GoodFellas – Drei Jahrzehnte in der Mafia kennen würden, vertraut. Die Handlung beinhalte Klischees und sei „zu vorhersehbar“, aber der Film bleibe trotzdem „überraschend anschaubar“.

## Hintergrund
Der Film wurde in New York City und in Toronto gedreht. Seine Produktionskosten betrugen schätzungsweise 8 Millionen US-Dollar. Der Film hatte seine Weltpremiere am 17. Mai 2007 auf den Internationalen Filmfestspielen von Cannes. Er wurde seit dem 18. Mai 2007 in ausgewählten Kinos der USA vorgeführt, in den er ca. 398 Tsd. US-Dollar einspielte.